# Leçons sur la philosophie de l'histoire
Leçons sur la philosophie de l'histoire (en allemand : Vorlesungen über die Philosophie der Weltgeschichte) est une œuvre philosophique de Georg Hegel. Il s'agit de son principal ouvrage de philosophie de l'histoire.
Les Leçons ont été publiées de manière posthume, à partir de ses propres manuscrits et de notes de cours prises par ses élèves. Il s'agit de leçons données sur une période s'étalant de 1822 à 1830. Leur introduction est souvent publiée de manière séparée sous le nom de La Raison dans l'histoire.

## Résumé

### Chapitre 1. La réalisation de l'esprit dans l'histoire

#### La détermination de l'esprit: l'esprit
Le philosophe précise dès le départ que, sous sa plume, l'« univers » ne doit pas seulement être compris comme le lieu de la nature physique, mais aussi et surtout de la nature psychique. L'histoire universelle se déploie dans le domaine de l'esprit car l'Esprit est « la substance de l'histoire ». Toutefois, « la nature physique intervient également » dans l'histoire.
Cette division entre le monde physique et le monde psychique est essentielle pour l'auteur. Selon lui, lorsque l'homme est créé, il « s'oppose au monde naturel » et « s'élève dans un univers second », qui est celui de l'esprit. En effet, « notre conscience générale comporte deux règnes : celui de la nature et celui de l'esprit ».
Le royaume de l'esprit « comprend tout ce qui est produit par l'homme ». Ceux qui croient en Dieu peuvent bien penser le royaume de Dieu, mais il s'agit inévitablement, en réalité, du monde de l'esprit. Fait partie du domaine de l'Esprit « tout ce qui a suscité et suscite encore l'intérêt humain » ; dans ce monde de l'esprit, « l'homme est actif ». Il est d'autant plus actif que l'homme est précisément « l'être en qui l'Esprit agit ».
Par conséquent, connaître l'Histoire passe par la connaissance du mode d'existence de l'homme dans la nature, c'est-à-dire la manière dont l'Esprit s'unit avec la nature. Si le changement existe, il existe toutefois quelque chose de stable qui est la nature humaine, qui est « une représentation générale [qui] peut être l’objet d’une infinité de modifications ».
L'Idée se manifeste sous forme de pensée, dans sa forme la plus pure. L'Esprit « atteint sa réalité la plus concrète » sur « le théâtre de l'histoire universelle ».

#### La détermination de l'esprit: la liberté
L'Esprit, loin d'être une construction abstraite, est « tout à fait individuel, actif, intégralement vivant : il est conscience, mais aussi son objet ». L'Esprit est souvent défini par opposition à la matière. On peut dire que « la liberté est la substance de l'Esprit ». Les propriétés de l'esprit ne subsistent que grâce à la liberté. Alors que « la matière est pesante », dans la mesure où la gravité s'exerce sur elle, l'Esprit est son propre centre, qu'il trouve en lui-même ; son unité est en lui-même. L'Esprit est donc libre : il ne se rapporte à rien qui ne soit pas à lui. L'Esprit est « actif », il est « son propre produit », il est « son commencement et sa fin ». La liberté, donc, « n'est pas une existence immobile, mais une négation constante de tout ce qui conteste la liberté ».
L'Esprit est pour soi, contrairement aux choses naturelles qui sont en soi. Il est par conséquent libre. Quand l'Esprit ne sait pas qu'il est libre, « il est esclave et satisfait de sa servitude ; il ne sait pas que l'esclavage est contraire à sa nature ».
L'individu, cherchant à se dégager de sa détermination, se divise avec lui-même. D'une part, il conserve son esprit ; de l'autre, il devient un être sentant. Ainsi il existe pour chacun « un monde externe et un monde intérieur ». Le désir naît de ce que l'on se sent déficient, c'est-à-dire qu'on trouve en soi une contradiction. Désirer, c'est se maintenir à l'existence tout en cherchant à supprimer cette déficience. L'objet du désir est l'objet qui reconstitue l'unité.
La différence entre l'homme et le reste du règne animal est que l'homme, grâce à l'Esprit qui lui permet de savoir le réel comme idéel, « cesse d'être un simple être naturel, livré à ses perceptions et désirs immédiats ». Il est conscience de ses désirs, et peut donc les refouler ; il « met la pensée, l'idéel, entre la poussée du désir et sa satisfaction ». Chez les animaux, « les deux coïncident : l'animal ne rompt pas volontairement leur connexion ». Hegel conclut que « l’homme est indépendant, non parce qu’il est doué d’automouvement, mais parce qu’il est capable de freiner le mouvement et de briser par là son immédiateté et sa naturalité ».

#### La détermination de l'esprit: l'en soi et le pour soi
La racine de la nature humaine est de « penser » et « penser qu'il est un Moi ». Ainsi, « en tant qu'Esprit l'homme n'est pas un immédiat mais essentiellement un être qui retourne à soi ». L'Esprit permet de sortir de l'immédiateté et de revenir en lui. L'homme ne devient ce qu'il doit être « que par l'éducation, par l'entraînement ». Dans l'immédiat, il n'est qu'en puissance, c'est-à-dire une possibilité de devenir. Lorsqu'il naît, il n'est que « sa destination, son devoir-être » ; il doit se débarrasser de l'élément naturel.
Le meilleur exemple d'Esprit, selon Hegel, est Dieu lui-même. Il ne s'agit pas de Yahweh, car « dans la religion juive l'Esprit n'est représenté encore qu'abstraitement ». Ce n'est que dans le christianisme que « Dieu se révèle comme Esprit ». En effet, Dieu est, dans la Bible, d'abord Père, c'est-à-dire en puissance et caché ; il devient ensuite objet, c'est-à-dire « un autre que lui-même, un Être dédoublé », à savoir le Fils, et ce n'est qu'à la fin qu'il est Esprit.

#### La détermination de l'esprit: les peuples
Le philosophe soutient que l'Esprit revêt sa forme concrète essentiellement dans l'individu. Toutefois, « dans l'histoire, l'Esprit est un individu d'une nature à la fois universelle et déterminée : un peuple ». L'esprit du peuple se dit Volksgeist. Les Esprits des peuples se distinguent « selon la représentation qu'ils se font d'eux-mêmes », ainsi que « selon la superficialité ou la profondeur avec laquelle ils ont saisi l'Esprit ». Selon Hegel, « la conscience des peuples dépend du savoir que l'Esprit a de lui-même ; et la conscience ultime à laquelle tout se ramène est celle de la liberté humaine ».
La matière de l'incarnation de l'Esprit dans le monde est la conscience générale, c'est-à-dire la conscience du peuple, qui « contient, oriente tous les buts et les intérêts du peuple ». C'est donc l'Esprit qui « constitue ses moeurs, son droit, sa religion, etc. ». Le rapport de l'individu à la conscience de son peuple n'est pas un simple rapport de transmission. En effet, « la conscience d'un peuple n'est pas transmise à l'individu comme une leçon toute faite, mais se forme par lui ».
L'individu est impuissant face à l'Esprit de son peuple, car l'Esprit lui assigne des limites. L'individu "peut être plus intelligent que les autres, mais il ne peut pas surpasser l'Esprit de son peuple", ni s'en distinguer. En revanche, il existe des grands hommes, qui conduisent le peuple selon l'Esprit général du peuple. L'Esprit du peuple « forme les individus dont il a besoin » ; dès lors, « les individus disparaissent devant la substantialité de l'ensemble », et ils « n'empêchent pas qu'arrive ce qui doit arriver ».
L'Esprit du peuple est, essentiellement, un Esprit particulier, mais il est aussi partie de l'Esprit universel absolu. L'Esprit du Monde (Weltgeist) est « l'Esprit de l'Univers tel qu'il s'explicite dans la conscience » de tous les humains. L'Esprit du Monde est conforme à l'Esprit divin (qui est absolu), « dans la mesure où Dieu est omniprésent, il existe dans chaque homme et apparaît dans chaque conscience ». L’Esprit d’un Peuple est donc « l’Esprit universel dans une figure particulière qui lui est subordonnée ». Il est différent car il existe, et ce qui existe est particulier. La particularité de l'Esprit d'un peuple « se manifeste dans la conscience spécifique qu'il a de l'Esprit. Dans la vie ordinaire, nous disons : ce peuple a eu telle idée de Dieu, telle religion, telle organisation juridique ».

#### La détermination de l'esprit: le progrès de la conscience
L'histoire universelle est « la présentation de l'Esprit dans son effort pour acquérir le savoir de ce qu'il est en soi ». Il y a un lien direct entre le fait de savoir et le fait d'agir : ainsi, parce que les Orientaux ignorent que l'homme (l'Esprit) est « en soi-même libre », ils ne le sont pas. Les Grecs ont été les premiers à être libres car ils avaient conscience de la liberté, mais, comme les Romains, ils n'ont pas compris que l'homme en tant qu'homme est libre ; seuls quelques hommes ont donc été libres, et les Grecs avaient des esclaves. Dès lors, selon Hegel, « ce sont les nations germaniques qui, les premières, sont arrivées, par le christianisme, à la conscience que l'homme en tant qu'homme est libre, que la liberté spirituelle constitue vraiment sa nature propre ».
Si la religion a en effet permis de comprendre la liberté comme être de l'homme, « l'accomplissement [de la liberté] a exigé un long, un pénible effort d'éducation ». Cela explique que « l'adoption du christianisme n'a pas entraîné immédiatement l'abolition de l'esclavage » et que « les gouvernements et les constitutions n'ont pas été d'emblée rationnellement organisés ». Le sens de l'histoire, son processus, est précisément cette application du principe de liberté aux affaires du monde : l'acquisition par le sujet d'« une conscience morale, afin qu'il se donne des fins universelles, qu'il les mette en valeur ».
La liberté est, selon Hegel, le « Bien suprême ». La polysémie du terme entraîne toutefois « une infinité de malentendus, de confusions, d'erreurs ».

#### La détermination de l'esprit: grandeur et décadence des peuples
Hegel considère que l'Esprit de chaque peuple est « le chaînon dans le processus par lequel l'Esprit parvient à la libre connaissance de lui-même ». Ayant conscience de leur propre pensée, les peuples sont « des existences pour soi ». Pour Hegel, chaque peuple a un principe propre, « et il tend vers lui comme s'il constituait la fin de son être ». Ainsi, « une fois cette fin atteinte, il n'a plus rien à faire dans le monde ».
L'Esprit du peuple n'est pas clair dès l'origine. Le principe est « d'abord implicite », et opère « sous la forme d'une obscure tendance », avant de s'expliciter et devenir un objectif. L'Esprit d'un peuple s'accomplit lorsqu'il sert de transition à un autre peuple, et ainsi de suite de la naissance à la dissolution des principes des peuples.
Les peuples connaissent trois phases : celle de la culture (Bildung), de l'excès de culture (Uberbildung), et de la perversion de la culture (Verbildung). L'homme cultivé, selon Hegel, « est celui qui sait imprimer à toutes ses actions le sceau de l'universalité ». La culture peut se définir comme « forme du penser », ce qui fait que l'homme « sait se retenir ; il n'agit pas selon ses inclinations et ses désirs, mais se recueille ».
L'âme substantielle d'un peuple s'éteint « lorsque l'Esprit a exaucé ses désirs » : « quand un peuple s'est pleinement formé, quand il a réalisé son but, alors disparaît son intérêt profond » En effet, « dès que l'Esprit s'est donné son objectivité, dès qu'il a extériorisé et pleinement réalisé son concept, il est parvenu, nous l'avons dit, à cette jouissance de lui-même » ; l'Esprit du peuple n'est plus jeune. Or, c'est durant sa jeunesse que « les individus sont tous poussés à défendre leur patrie, à faire valoir les buts de leur peuple » ; ce n'est que lorsque tout cela est accompli qu'apparaît l'habitude. « Lorsque l'Esprit d'un peuple a imposé son activité, alors disparaît l'intérêt et il cesse d'être en éveil ».
Ce cycle est ce qui produit la succession des peuples. Chaque peuple décline à un moment ou à un autre. Le peuple qui domine à chaque époque est « celui qui a saisi le plus haut concept de l'Esprit ». Un des indices de la décadence d'un peuple est que « chacun pose ses buts personnels selon ses propres passions ».

#### La détermination de l'esprit: la fin ultime
Poussé par une « force infinie et absolue », l'Esprit se propose d'accomplir l'objectif de l'humanité qui est la liberté. Pour ce faire, « l'Esprit doit parvenir au savoir de ce qu'il est vraiment et objectiver ce savoir », c'est-à-dire le transformer en réalité dans le monde. Ainsi, toute l'histoire est une étape dans la connaissance de soi. Chaque peuple historique, à son tour, exprime une étape. Ces peuples, donc, « incarnent les principes que l'Esprit a trouvés en lui et qu'il a dû réaliser dans le monde ».
Hegel rejette l'égocentrisme qui donne, chez certains individus, la folie des grandeurs, qui est d'autant plus risible qu'elle n'est pas l'histoire universelle. Selon lui, « l’individu se fait souvent des idées sur lui-même, les grands desseins et les actes grandioses qu’il veut accomplir, l’importance de sa personne et sa contribution au salut de ce monde. Mais ces idées ne mènent pas loin. Les rêves que l’individu peut faire à son propre sujet ne donnent qu’une idée exagérée de sa propre valeur ».
Le philosophe rejette également la critique facile. Il reconnaît qu'il y a, lorsqu'on regarde les « faits particuliers », « bien des choses injustes dans le monde ». Il s'agit toutefois de « particularités empiriques », qui sont sujettes au hasard, et qui ne sont donc pas essentielles. Hegel souligne que certains utilisent la critique négative pour se sentir exister, alors que ces gens ne connaissent pas la Raison universelle ; cela « autorise toutes les fanfaronnades de l’exhibitionnisme, dans la mesure où [cela] donne, avec les airs de générosité, l'assurance de la dévotion au bien général ». Ainsi, « en critiquant négativement, on se donne des airs distingués et on survole dédaigneusement la chose sans y avoir pénétré, c'est-à-dire sans l'avoir saisie elle-même, sans avoir saisi ce qu'il y a de positif en elle ». Il conclut que « c’est la marque de la plus grande superficialité que de trouver en toute chose du mal et ne rien voir du bien positif qui s’y trouve », et que la sagesse de l'âge permet généralement de gommer ce défaut.
L'auteur revient sur le rôle de la philosophie : il s'agit non pas d'une consolation, mais comme une réconciliation, car « elle transfigure le réel qui paraît injuste et l'élève jusqu'au rationnel, en montrant qu'il est fondé sur l'Idée elle-même et en mesure de donner satisfaction à la raison ».

#### Les moyens de la réalisation: les mobiles historiques
Le cœur du phénomène historique réside dans ce que la liberté se crée un monde. Les moyens qu'elle utilise sont tout ce qui est extérieur à elle, qui « occupe la scène immédiatement visible de l'histoire ». Cela correspond aux images que l'histoire nous offre, à savoir les actions humaines, qui « dérivent des besoins, des passions, des intérêts, de l'idée que les hommes s'en font, des buts qu'ils s'assignent, de leur caractère et de leurs qualités ». La seule chose que l'on voit, en tant que spectateur de l'histoire, est bien souvent l'ensemble des mobiles qui font se mouvoir les hommes.
Hegel ne nie pas que les individus veuillent faire le Bien, mais cette volonté est souvent limitée ; les vertus, telles que la fidélité aux amis et l'amour envers sa famille, « s'évanouissent ici ». Certes, il est possible que la destination de la raison soit réalisée dans ces sujets vertueux, « mais il s'agit de quelques individus isolés qui paraissent insignifiants par rapport à la masse de l'espèce humaine ». Par conséquent, « les passions, les fins de l'intérêt particulier, la satisfaction de l'amour-propre, sont la puissance la plus grande ». Cela est aussi dû au fait que, non seulement les passions ont pour caractéristique de ne respecter « aucune des bornes que le droit et la moralité veulent leur imposer », mais, en plus, « la force naturelle de la passion est plus apparentée à la nature humaine que l'apprentissage long et artificiel du sens de l'ordre et de la modération, du droit et de la moralité ».
Le philosophe s'attarde sur le caractère attristant de l'histoire. Les ruines des empires, les malheurs à répétition, nous montrent la caducité de toute chose (« nous ne pouvons qu'être remplis de tristesse à la pensée de la caducité en général »). Cela est d'autant plus vrai qu'on peut « transformer ce bilan [historique] en un tableau des plus terrifiants, sans aucune exagération oratoire, rien qu'en relatant avec exactitude les malheurs infligés à la vertu, l'innocence, aux peuples et aux États ». Ce spectacle risque, dit-il, « de provoquer une affliction morale et une révolte de l'esprit du bien » ; alors, pour se consoler, « nous nous disons : il en a été ainsi ; c'est le destin ; on n'y peut rien changer ». Toutefois, soutient Hegel, ceux qui s'attardent sur cette tristesse passent à côté de l'essentiel, qu'ils confondent avec les moyens de l'Esprit. Beaucoup font cette erreur, mais la perpétuer serait « se complaire mélancoliquement dans les sublimités vides et stériles ».

#### Les moyens de la réalisation: passions et intérêts
Un moment essentiel de la liberté où celui où le sujet trouve satisfaction dans son travail ; il est nécessaire pour cela que l'individu puisse y participer activement. Certes, chacun cherche son bénéfice personnel dans ses actions, « sans se soucier de la fin générale sous le couvert de laquelle il cherche son profit ». Mais en réalité, « celui qui consacre son activité à une chose n'est pas seulement intéressé en général, mais s'y intéresse ». Cela signifie que « rien ne s'accomplit sans que les individus qui y collaborent ne se satisfassent aussi ».
Quelles sont les conditions pour qu'un individu agisse ? Il faut, dit Hegel, que l'action passe par « l'intérêt de leurs besoins », mais aussi « leur réflexion, leur conviction, ou tout du moins leur opinion ». Hegel y voit là une caractéristique essentielle de la modernité : « les hommes ne sont guère plus conduits par l'autorité ou la confiance ; c'est seulement en suivant leur jugement personnel, leur conviction et leur opinion indépendantes qu'ils consentent à collaborer à une chose ».

#### Les moyens de la réalisation: la ruse de la Raison
Comme les matériaux qui sont les moyens de bâtir une maison, les passions « se réalisent suivant leur détermination naturelle », et en même temps, « produisent l'édifice de la société humaine ». Cela peut sembler paradoxal, car c'est précisément dans la société humaine qu'elles sont encadrées ; le droit à la sécurité les oblige à se réfréner, et ce droit « s'impose de lui-même [...] souvent se dresser contre leurs intérêts et leurs buts particuliers ».
Les passions ne sont pas toujours opposées à l'ordre éthique, car elles réalisent l'Universel. Elles « n'aspirent qu'à leur propre intérêt », ce qui fait qu'elles sont souvent considérées comme « égoïstes ou mauvaises ». C'est une erreur : certes, je cherche à accomplir mon propre but, « mais ce but peut être bon, et même universel ». L'Universel doit précisément se réaliser par le particulier, alors l'intérêt particulier n'est pas toujours qu'égoïste. Hegel redéfinit alors ce qu'il entendait par passions : il s'agit des intérêts particuliers, ou des fins spéciales, ou encore des intentions égoïstes, par lesquelles « l'homme met toute l'énergie de son vouloir et de son caractère au service de ces buts ». Dès lors, « rien de grand ne s’est accompli dans le monde sans passion ».
L'auteur aborde une première fois la question de la relation entre l’État et la finalité de l'Esprit. Un État doit « prendre conscience de la fin générale » de l'Esprit s'il veut être « bien ordonné et fort en lui-même ». Une telle situation, en effet, arrive lorsque « l'intérêt privé des citoyens est uni à la fin générale de l’État, quand l'intérêt privé et la fin de l’État trouvent l'un dans l'autre leur satisfaction et leur réalisation ».
Hegel réaffirme toutefois que l'histoire universelle, si elle est gouvernée par l'Esprit, « ne commence avec aucune fin consciente ». Les premières sociétés sont créées avec comme fin de préserver la vie et la propriété, mais la fin générale, qui est de donner satisfaction au concept de l'Esprit, « n'existe qu'en soi », c'est-à-dire que c'est « un désir inconscient, enfoui dans les couches les plus profondes de l'intériorité ». L'histoire universelle fait émerger ce désir à la conscience.
L'homme, à ses débuts, est un « être naturel se manifestant comme volonté naturelle ». Il a une « masse immense de désirs, d'intérêts et d'activités » qui constituent « les instruments et les moyens dont se sert l'Esprit du Monde pour parvenir à sa fin, l'élever à sa conscience et la réaliser ». En d'autres termes, « c’est leur bien propre que peuples et individus cherchent et obtiennent dans leur agissante vitalité, mais en même temps ils sont les moyens et les instruments d’une chose plus élevée ».
Il y a, dans l'action des hommes, une « synthèse entre l'Universel et le particulier ». Cela signifie qu'« il résulte des actions des hommes quelque chose d'autre que ce qu'ils ont projeté et atteint ». Ainsi, César s'est certes emparé du pouvoir pour défaire ses adversaires politiques qui menaçaient sa prédominance politique, mais en ce faisant, il a unifié l’État romain, détermination nécessaire dans l'histoire de Rome et du monde. Hegel exprime alors une partie de sa théorie des grands hommes : ils sont « ceux dont les fins particulières contiennent la substantialité que confère la volonté de l'Esprit du Monde ». Les peuples « n'opposent aucune résistance conséquente au grand homme », et les peuples « se rassemblent sous sa bannière ».

#### Les moyens de la réalisation: l'individu, le bonheur et la moralité
Le peuple, comme l'individu, fait partie de la réalité de l'Idée. L'Idée est vivante grâce à l'union et à la différenciation entre ces deux. En effet, c'est par l'activité des individus que l'Idée universelle est mise en action. Ce sont les individus qui la font sortir à la surface ; ainsi, c'est bien l'activité des individus « qui l'extériorise dans la réalité et transforme ce qu'on appelle faussement réalité, et qui n'est que pure extériorité, en une image conforme à l'Idée ».
L'intériorisation de l'Idée est une condition de la vérité de l'individu. Il existe un rapport direct entre l'universel et la subjectivité. Ce n'est que lorsque l'Esprit remonte à la surface que « les individus prennent conscience de leurs buts », et qu'ainsi « la vraie éthique commence ». Les peuples doivent prendre connaissance de ce qu'Aristote appelait le premier moteur, qui est immobile et met en mouvement les individus. Les individus prennent conscience aussi de ce que « le sujet est fait pour un libre épanouissement de ses propriétés ». On voit ainsi un lien entre les individus qui composent le peuple, et le peuple : « le libre développement qui caractérise les peuples dans l'histoire universelle est aussi reconnaissable dans la vie des individus à l'intérieur de leur peuple ».
Le philosophe définit l'Idée universelle dans son rapport à l'individu : elle est, « d'une part, la plénitude substantielle, d'autre part, l'abstraction du libre arbitre ». L'activité de l'Idée absolue sont « la réflexion en soi » et la liberté.
Hegel développe sa phénoménologie. Il écrit que le Moi est, au commencement, non pas un Moi connaissant, mais un « être fini [qui est] selon sa propre immédiateté ». C'est ainsi qu'est formée la « sphère de sa manifestation phénoménale » : se voulant lui-même dans sa particularité, le Moi connaît sa finitude et les passions. L'auteur soutient toutefois que l'individu passe de ce Moi premier, spontané, à un Moi individuel universel ; cela est permis par « le travail de l'éducation qui apprend à l'individu ce qui vaut moralement pour tous ». C'est comme cela que l'éthique est imposée. Cette universalité est celle du Bien, « qui existe concrètement comme devoir éthique ».
Hegel détaille sa conception de l'organisation sociale telle qu'elle devrait être. Les individus n'ont de la valeur que « lorsqu’ils sont conformes à l'esprit de leur peuple, lorsqu'ils sont ses représentants et s'adjugent un rang particulier ». Ils doivent « s'adjuger un rang particulier (Stand) dans la vie de l'ensemble », et ce rang doit être « le résultat du libre arbitre de l'individu ». Il doit donc choisir de se dévouer à un ensemble de tâches, et la répartition des tâches que chacun doit faire dans la société « ne doit pas être faite à la manière des castes ».
Le philosophe se montre critique à l'égard de l'auto-complaisance. Il souligne que certains « croient faire preuve d'une moralité supérieure à trouver bien des difficultés [à choisir le juste et le bien] et à avoir des scrupules ». Finalement, ce genre de comportement doit être attribué « à la mauvaise volonté ou à la méchanceté qui cherchent des prétextes pour ne pas accomplir des devoirs ». Les prescriptions morales sont simples car elles sont données par ce qui est substantiel. Par exemple, c'est dans la nature des choses (dans la substance) que de rendre de l'argent à celui qui m'a prêté ; il est dans la nature des choses que l'enfant obéisse aux parents, etc. Dès lors, « le monde du devoir forme la vie civile : les individus ont le métier qui leur est assigné et aussi le devoir qui leur incombe ; leur moralité consiste à se comporter conformément à leur devoir ».
Le philosophe revient sur le cours de l'histoire. Il est régulier qu'un peuple sorte de l'histoire, c'est-à-dire que l'« ordre existant est détruit parce qu'il a épuisé et complètement réalisé ses potentialités, parce que l'histoire et l'Esprit du Monde sont allés plus loin ».

#### Les moyens de la réalisation: les grands hommes
Le but qui correspond au concept supérieur de l'Esprit est saisi par les « grands hommes historiques ». Ce sont des « héros », et ils sont caractérisés par le fait qu'ils ne se tiennent pas à l'ordre préétabli (« ils n'ont pas puisé leurs fins et leur vocation dans le cours des choses consacrés par le système paisible et ordonné du régime »). Le héros tire sa justification, non pas de l'ordre existant, mais de « l'Esprit caché, encore souterrain, qui n'est pas encore parvenu à une existence actuelle, mais qui frappe le monde » grâce à ce héros.
Hegel met en garde le lecteur : il ne faut pas confondre les aventuriers avec les héros. Les aventuriers aussi, « représentent une déviation par rapport aux normes établies » ; et pourtant, leurs opinions, leurs fins et leurs idéaux « n'appartient pas pour autant à la réalité à venir ». Ainsi, « le fait que ces représentations, ces bonnes raisons et ces principes généraux ne sont pas conformes à l'ordre existant ne les justifie pas ».
Les héros, eux, voient leur véritable but surgir de l'Esprit intérieur ; dès lors, « les individus historiques sont ceux qui ont voulu et accompli non une chose imaginée et présumée, mais une chose juste et nécessaire et qu'ils l'ont compris parce qu'ils ont reçu intérieurement la révélation de ce qui est nécessaire et appartient réellement aux possibilités du temps ».
Les hommes d'action n'ont pas à être philosophes. Ils connaissent toutefois leur œuvre parce qu'elle correspond à l'Esprit de l'époque. Le propre de ces individus est de « connaître le nouvel universel, le stade nécessaire et supérieur où est parvenu leur monde ». Ces personnes « en font leur but et lui consacrent leur énergie ». De l'extérieur, on a l'impression que ces personnes s'appuient « uniquement sur leurs propres forces », et que donc, « la nouvelle situation du monde qu'ils créent et les actes qu'ils accomplissent sont en apparence un simple produit de leurs intérêts et de leur œuvre ». C'est une erreur : ils ne font que faire apparaître ce qui était là de toute éternité. Ils connaissent l'universel et font un pas en avant pour l'appliquer en exprimant « les tendances les plus profondes de l'époque ». Ils deviennent par conséquent « les organes de l'esprit substantiel », et « c'est en cela que  réside le véritable rapport de l'individu à la substance universelle ».
Comment les individus réagissent face à l'individu historique ? Selon Hegel, « il serait vain de résister à ces personnalités historiques ». En effet, elles sont « irrésistiblement poussées à accomplir leur œuvre ». Le grand homme exerce sur les individus un pouvoir « auxquels ils ne peuvent pas résister, même s'ils le considèrent comme un pouvoir extérieur et étranger ». Cela est dû au fait que, chacun, en soi, a l'Esprit comme « intériorité inconsciente » : l'action du grand homme visait la véritable volonté de l'être.
Le grand homme n'est pas nécessairement heureux. Leur objectif n'a pas été tant de trouver le bonheur, mais d'atteindre leur but, ce qui n'a été possible que par un « labeur pénible ». Dès lors que leur but a été atteint, ils tombent tous « comme des douilles vides ». Le bonheur appartient au domaine de la vie privée, mais pas celle de la vie publique.
Hegel critique l'approche psychologisante des héros, qui « réduit la passion à une manie » ; sous leur plume, « l'aspiration d'Alexandre est réduite à la manie de conquête, donc à quelque chose de subjectif qui n'est pas le Bien ». Il se montre d'autant plus critique qu'il s'agit de ce que les maîtres d'écoles transmettent à leurs élèves : « Quel maître d’école n’a pas démontré d’avance qu’Alexandre le Grand, Jules César et les hommes de la même espèce ont tous été poussés par de telles passions et que, par conséquent, ils ont été des hommes immoraux ? D’où il suit aussitôt que lui, le maître d’école, vaut mieux que ces gens-là, car il n’a pas de ces passions et en donne comme preuve qu’il n’a pas conquis l’Asie, ni vaincu Darius et Porus, mais qu’il est un homme qui vit bien et a laissé également les autres vivre ».
Le philosophe définit alors la ruse de la raison : il s'agit du fait que, en laissant les passions se déployer, l'individu vise l'universel et seuls ses moyens subissent des dommages.

#### Les moyens de la réalisation: histoire et responsabilité
La Raison se réalise dans les individus, et cela exige que les fins et la satisfaction des individus soient « livrées au sacrifice », et que le bonheur des individus soit « abandonné au règne de la violence naturelle et donc au hasard dont il relève » : les individus sont des moyens. Il faut préciser cela : les hommes ne sont pas de simples moyens au service de la fin de la Raison, car ils satisfont aussi leur intérêt et leurs fins particulières. En plus de cela, en participant à cette fin, ils eux-mêmes des fins en soi.
Ce qu'Hegel appelle la « haute destination absolue de l'homme », c'est, d'une part, « de savoir ce qui est bien et ce qui est mal », et, d'autre part, « de vouloir soit le bien soit le mal ». Cela signifie, au fond, « être responsable - responsable non seulement du mal mais aussi du bien ». En cela, l'homme se distingue de l'animal, qui est irresponsable.
Hegel conclut : les moyens sont l’activité des hommes, « dont se sert l'Esprit du Monde pour réaliser son concept ». La Raison, présente en chaque homme, en est la substance latente.

#### Le matériel de la réalisation: l’État
La Raison parvient à l'existence, Hegel l'a montré précédemment, « dans le savoir et le vouloir humains ». Toutefois, la volonté subjective de l'individu a aussi une réalité universelle. Leur union, qui est le tout éthique, a l’État comme figure concrète. En effet, « l’État est la réalité où il trouve sa liberté et la jouissance de sa liberté". C'est le lieu de convergence des facettes concrètes de l'existence, comme les arts, le droit, les mœurs », etc. C'est dans l’État que « la liberté devient objective et se réalise positivement ».
Hegel remarque qu'on définit souvent la liberté civile de manière négative, c'est-à-dire que la liberté des individus serait la limitation des gênes réciproques qui permettrait de laisser « à chacun une petite place où il peut se livrer à lui-même ». C'est là toutefois une définition négative, que Hegel refuse. En définissant l’État comme seule réalité positive, il en fait le lieu de la satisfaction de la liberté. La seule liberté qui est vraiment brimée par l’État est l'arbitraire.
L’État est conforme à la Raison. Ce n'est que dans l’État « que l'homme a une existence conforme à la Raison ». L'éducation a pour objectif de former des citoyens, c'est-à-dire de faire en sorte « que l'individu cesse d'être quelque chose de purement subjectif et qu'il s'objective dans l’État ». Hegel soutient que « tout ce que l'homme est, il le doit à l’État », car « c'est là que réside son être ». Cela est dû au fait que la réalité spirituelle de l'individu, c'est sa Raison ; or, l’État est rationnel.
L’État est ainsi « la vie éthique réelle et existante ». L'individu qui vit dans un État a une vie éthique. Hegel rappelle un vers d'Antigone qui, dans la pièce homonyme de Sophocle, parlait d'une loi de la nature à laquelle la Cité doit se soumettre. Les lois de l'ordre éthique ne sont en rien le fait du hasard, mais la Raison même. L’État doit agir suivant la volonté générale, et s'assigner l'Universel comme but. La volonté particulière est renoncée par l’État, qui vise plus haut que le particulier. Il n'y a que dans l’État que l'art et la religion peuvent exister.
Hegel affirme la prédominance de l’État dans l'histoire universelle : les peuples qui ne se sont pas constitués en État sont hors de l'histoire. L’État est défini comme « l'individu spirituel, le peuple, dans la mesure où il s'est structuré en lui-même et forme un tout organique ». L'Esprit l'anime « dans toutes ses affaires, les guerres, les institutions, etc. ».
Le philosophe soutient enfin que l'homme reste libre tant qu'il n'obéit qu'à la loi (« seule la volonté qui obéit à la loi est libre ; car elle obéit à elle-même, se trouve auprès d'elle-même et est libre »). L’État est donc le lieu où l'opposition entre liberté et nécessité disparaît.

#### Le matériel de la réalisation: l’État du droit
Hegel cherche à dissiper les erreurs courantes au sujet de la nature de l’État. Il critique ceux qui considèrent que, dans l'état de nature, l'homme serait libre, et que c'est dans l’État qu'il doit restreindre cette liberté. Selon l'auteur, cet état de nature n'a jamais existé, et rien ne peut donc être prouvé à son sujet. Il critique ainsi « cette idée de l'état de nature, [qui] est une des formes nébuleuses comme en produit la théorie, une fiction ». Hegel soutient qu'un état de commencement est un état de non-liberté, où l'Esprit n'est pas réel.
Le philosophe revient sur la définition de la liberté. On ne la trouve pas dans un état naturel et immédiat : la liberté « doit plutôt être acquise et conquise, par la médiation infinie de l'éducation du savoir et du vouloir ». Ainsi, de manière primaire, sans la médiation de l'éducation, les hommes sont violents et injustes ; l'instinct naturel ne trouve pas de bornes et peut se déchaîner. Ainsi, « la société et l’État imposent bien des bornes », mais ils ne limitent pas la liberté en tant que telle, mais plutôt « ces sentiments amorphes, ces instincts bruts ». Plus tardivement, ils limiteront aussi les opinions, les caprices et les passions.
Concevoir l’État comme l'instrument d'une limitation de la liberté est donc un contresens : « bien au contraire, cette limitation est la condition même de la délivrance ; l’État et la société sont précisément les conditions  dans lesquelles la liberté se réalise ».
Hegel distingue ensuite l’État d'un autre mode d'organisation d'une communauté humaine, qui est la cellule familiale dite patriarcale. Certains soutiennent qu'une organisation patriarcale, c'est-à-dire familiale, soit la seule « qui satisfasse à la fois le droit, l'éthique et l'affectivité », car on conçoit parfaitement que la justice puisse s'exercer dans une famille. Cela semble d'autant plus logique qu'il règne dans une famille l'amour, la confiance et la foi. Mais l’État n'est pas la famille, quoique l’État doive « avoir le plus grand respecté pour la piété familiale », et qu'il existe des États familiaux et patrimoniaux. La cellule familiale est permise par l'amour comme mode d'existence de l'Esprit, alors que dans un État, l'Esprit n'apparaît « plus sous la forme de l'amour et du sentiment, mais sous la forme de la conscience, du vouloir et du savoir ».

#### Le matériel de la réalisation: l’État et la religion
Un Peuple n'est jamais identique à un autre, quoiqu'ils aient tous l'Esprit en partage. Le Peuple, en effet, se particularise sous l'effet de forces particulières, telles que « la religion, la constitution, le système juridique, les droits civils y compris, l'industrie, le monde du travail, les arts et les sciences, de même que l'élément militaire, le facteur du courage », etc. L'histoire de chaque peuple est ainsi le processus par lequel l'Esprit est exprimé par le peuple dans ces différentes sphères. Dans la religion, l'art ou encore le droit, l'Esprit témoigne du concept qu'il a de lui-même sous la forme d'une réalité.
Hegel souligne que Montesquieu avait vu juste avec sa théorie des climats, en ce que chaque peuple dispose de ses propres institutions du fait de sa particularité. Montesquieu est à ce titre le premier penseur de la totalité.
La grande diversité des productions d'un Peuple trouve à sa base un principe unique, qui est l'Esprit particulier de ce peuple. Ce principe est la conscience de soi que le peuple a de lui-même, qui agit comme une « force agissante dans les destinées des peuples ». Cela se traduit par le fait que l’État n'est pas une entité extérieure aux individus, il vit dans les individus, et cette vitalité est appelée par Hegel « ordre éthique ». Ainsi, les lois et les institutions de l’État appartiennent aux individus qui le composent. L'histoire de l’État et leurs ancêtres qui ont vécu dans l’État est aussi la leur. On trouve par conséquent une « communauté spirituelle » qui est une « entité unique », et c'est cela que l'Esprit du peuple.
Cet Esprit unique est vénéré dans le domaine de la religion en tant que Dieu ; l'art, lui, « le présente comme image et comme intuition sensible ». La philosophie, enfin, se donne comme tâche de le connaître et de le saisir dans la pensée. Cela nous mène à penser, à raison selon Hegel, que toute forme d'art, ou tout système juridique, ne peut pas correspondre à n'importe quel peuple. Le philosophe voit par exemple comme une « sotte tentative » que de « réaliser des constitutions indépendamment de la religion », et que les différences entre le catholicisme et le protestantisme sont trop grandes pour donner à chacune la même constitution.
Hegel a une haute opinion de l’État, en ce qu'il le considère comme l'union entre l'objectif et le subjectif, entre la liberté d'un côté, et le savoir et le vouloir. Dès lors, l’État est « le fondement et le point central de tous les autres côtés concrets de la vie populaire : l'art, le droit, les mœurs, la religion, la science » La religion vient à ce titre « en tête parmi les formes de cette union consciente », car c'est à travers la religion que l'Esprit devient conscient de l'Esprit absolu ; or, c'est en prenant conscience de l'Être qui est en soi et pour soi que « la volonté de l'homme renonce à ses intérêts particuliers ».
La deuxième forme d'union entre objectif et subjectif est l'art. Là où la religion est principalement spirituelle, l'art pénètre le réel et le sensible. L'art peut se donner comme tâche (et c'est là une de « ses plus hautes expressions ») d'exprimer la religion, le divin, le spirituel. La troisième forme, enfin, est la philosophie, où le Vrai parvient « pas seulement à la représentation et au sentiment, comme dans la religion ; ni seulement à l'intuition, comme dans l'art », mais dans l'esprit pensant.
L'Esprit du Peuple anime l’État, il en est le contenu en soi et pour soi. La religion agit comme véhicule de la conscience de l'unité originelle vers l'Esprit universel. Dès lors, la religion d'un peuple est ce que la conscience qu'a ce peuple de ce qui est est. Cela se retrouve dans la manière dont un peuple se représente Dieu et ses relations avec Dieu. Comme la liberté consciente est rendu possible lorsque « l'individualité est positivement présente dans l'être de la divinité », c'est à raison qu'on dit que « l’État repose sur la religion ».

#### Le matériel de la réalisation: les différentes sphères de la vie populaire
La religion et l’État ont le même principe. L'Esprit pousse à se traduire dans l'un comme dans l'autre. L’État lui-même est poussé à devenir un gouvernement séculier, profane. La religion doit se créer un monde à elle « pour que l'Esprit se connaisse lui-même et sache qu'il est un esprit réel ». L'Esprit doit trouver un équivalent dans le principe religieux afin d'être saisi dans sa véritable profondeur. lorsque ce n'est pas le cas, « la vie du peuple nous montre certains côtés où celui-ci se comporte de manière irrationnelle, arbitraire, non libre ». Hegel considère ainsi la religion grecque comme défectueuse.
Le philosophe explique le rapport entre l'art et la religion. Lorsque l'Esprit est conçu dans une opposition à l'homme, alors « il n'y a pas de place pour les arts plastiques », comme chez les Juifs et les musulmans, car « ce qui est tenu pour le Vrai ne supporte pas la figuration ». Chez les Grecs, il était possible de représenter le divin universel sous la forme de l'intuition sensible, c'est-à-dire de l'art ; chez les chrétiens aussi, parce que « pour elle le Divin n'est pas une abstraction de l'entendement ». Les sciences sont tenues pour Hegel comme le « point culminant de l'évolution d'un peuple », parce qu'il s'agit d'une activité qui permet de se connaître soi-même, de réaliser son concept.
En termes de phénoménalité extérieure, un État est aussi un ensemble de mœurs et de coutumes, auxquelles appartiennent les relations familiale et « l'éthique naturelle ». La nature de l’État détermine l'espèce de mariage, polygamie, polyandrie, ou encore monogamie.
L'Esprit qui se réalise dans un État se différencie dans plusieurs domaines, tels que le droit privé, la science du fini (les mathématiques, la physique, etc.), ainsi que l'activité des métiers. Ces derniers nous permettent « de connaître la manière dont les hommes se comportent dans les relations de dépendance où ils se trouvent à l'égard de la nature ». La religion, le droit, la constitution et la science sont donc les quatre différents ordres ou états dans lesquels les individus peuvent participer. La profession de chacun est basée sur cette quadripartition.

#### La réalité de l'esprit
L’État est une abstraction, car sa réalité est une généralité présente en chaque citoyen. Toutefois, la constitution permet de donner réalité et vie à l'abstraction de l’État. Aussi, il apparaît nécessaire qu'il y ait un gouvernement et une administration, ainsi qu'« une séparation de ceux qui dirigent les affaires de l’État » et les autres. Même dans le cas d'une démocratie, dit Hegel, il y a besoin de mettre un individu à la tête du groupe, en l'occurrence un général.
Cela semble paradoxal : « l'obéissance ne semble pas s'accorder avec la liberté ; ceux qui commandent paraissent faire le contraire de ce qui correspond au fondement de l'Etat, au concept de la liberté ». Ce paradoxe est dû au fait que l'on a souvent une idée abstraite de la liberté, de laquelle on déduit de manière simpliste que le contraire de la liberté est une nécessité extérieure.
Hegel soulève la question de la meilleure constitution. Sa qualité doit se juger à l'aune de sa fin. Le philosophe remarque que beaucoup de penseurs se sont concentrés sur les idéaux de gouvernement à partir de leur chef. Ainsi des « idéaux d'éducation conçus à l'usage des princes (Fénelon), des dirigeants et notamment de l'aristocratie (Platon) ». Mais ces penseurs n'ont pas ou peu réfléchi aux institutions elles-mêmes.
Hegel souligne que beaucoup soutiennent que, dès lors que la liberté doit être la détermination fondamentale, alors on doit tenir « la république pour la seule constitution juste et vraie ». Il remarque que des grands hommes d’État et des hauts fonctionnaires, comme Gilbert du Motier de La Fayette en France, soutiennent cette idée. Mais, dit Hegel, ils reconnaissent en même temps que cette constitution ne pouvant être réalisée en tous lieux, il est parfois nécessaire de se contenter d'une liberté moindre.
Le philosophe revient sur la différence entre la philosophie et les constitutions. Si la philosophie antique constitue le fond de la philosophie de son époque, on peut pas dire de même des constitutions de l'Antiquité. Elles sont non cumulatives, bien qu'on puisse en tirer des connaissances. Aujourd'hui, en plus, « nos États sont trop grands et les citoyens trop nombreux » pour exprimer leur volonté directement ; ils le font donc « indirectement par le l'intermédiaire de leurs représentants ».
Il aborde ensuite la question du consentement. Il écrit que le consentement postule que les individus « sont conçus comme personnes » ; il est nécessaire que « la substantialité existe comme Esprit, comme essence dont les individus ont connaissance ». Ainsi, les Chinois ne connaissent pas le principe du consentement subjectif à la constitution, car ils se considèrent comme des enfants face au pouvoir. A contrario, certains peuples ont une « volonté subjective déchaînée », qu'on trouve chez les Janissaires turcs, dont « la volonté personnelle est libre, mais selon une idée fausse de la liberté ». En Europe, « le consentement des individus particuliers est plus ou moins sans importance parce que ceux-ci ne peuvent apporter aucune sagesse spéciale : bien au contraire, ils apporteront en réalité bien moins que ceux qui s’occupent expressément des affaires de l’État ».

### Chapitre 2. Le cours de l'histoire
L'histoire est marquée par un changement abstrait vers le mieux et le plus parfait. Ce changement ne se situe pas dans la nature, car cette dernière fonctionne par cycle répétés, contrairement au domaine spirituel. Le domaine spirituel manifeste une détermination autre que celle qui régit les choses de la nature. En effet, la détermination qui affecte les choses naturelles est stable, tandis que la détermination qui apparaît chez l'homme est « une véritable aptitude au changement » qui est, précisément, une « impulsion vers la perfectibilité ».

#### Le principe de l'évolution: mutabilité, perfectibilité, évolution
Hegel souligne à nouveau que « la marche de l'Esprit est un progrès ». Cette idée, quoique bien connue, est souvent critiquée par ceux qui préfèrent une vision statique de l'existence, c'est-à-dire l'ordre établi. Dès lors qu'on pense la possibilité du perfectionnement de l'homme, on remet en cause l'idée que l'ordre est « quelque chose de suprême », et c'est le changement qui obtient cet attribut.
Le perfectionnement, et la mutabilité, ont une représentation indéterminée, qui ne nous donne aucun critère qui permettrait de mesurer le changement. Le progrès est souvent représenté sous une forme quantitative : plus de connaissances, une culture plus raffinée, etc. Cela n'a, pour Hegel, pas de sens : le progrès est un changement qualitatif.
L'évolution est définie différemment : elle implique qu'il existe, à l'origine de l'évolution, une disposition interne qui se déploie dans le temps (« une présupposition existant en soi, qui se réalise dans l'existence »). C'est une détermination essentielle de la forme, car l'Esprit ne joue pas le jeu des contingences, il est un facteur déterminant absolu. L'Esprit domine les contingences et les utilise à son gré, et non l'inverse.
L'évolution de l'Esprit n'est toutefois pas la même que celle de la nature : là où l'évolution de la nature est « une calme éclosion », qui suit le principe de conservation de l'égalité et d'identité avec soi-même, l'évolution de l'Esprit est « une lutte dure, infinie », car l'Esprit n'atteint pas facilement son propre concept. L'Esprit se le cache à lui-même, c'est là une aliénation. L'évolution de l'Esprit exige donc un travail dur sur soi-même : le concept de la liberté n'est pas une évidence ni un processus calme.

#### Le principe de l'évolution: le progrès
L'évolution de l'Esprit se fait dans le temps. Le temps est défini comme une matérialité sensible totalement abstraite. Le temps peut se définir négativement comme l'absence de néant : « quand le néant ne fait pas irruption dans quelque chose, nous disons qu'elle dure ». Les espèces n'évoluent pas, alors que l'Esprit le peut. Dans l'Esprit, chaque changement est un progrès : chaque degré est « une transformation du degré précédent, un principe supérieur issu du dépassement et du déclin du degré précédent ».
Le progrès doit se définir comme une succession d'étapes de la conscience. L'homme passe de l'enfance à l'âge adulte, c'est-à-dire d'une « conscience obscure du monde et de lui-même » à la conscience de ce que sa liberté est essentielle. Le progrès le voit passer d'une perception sensible à la capacité à atteindre une représentation générale, puis une conception rationnelle du monde, puis, enfin, « à connaître l'âme des choses, leur véritable nature ».

#### Le principe de l'évolution: les quatre époques de l'histoire
L'histoire universelle se présente sous formes d'étapes historiques, qui sont celles de l'évolution de la conscience de la liberté. Les étapes sont nécessaires car l'Esprit n'est pas immédiat : il y a besoin de médiations de l'Esprit avec soi-même. La première étape est celle où « l'Esprit est enfoncé dans la naturalité », il n'existe qu'en tant que singularité non libre. L'étape suivante est « celle où l'Esprit sort de ce premier état et arrive à la conscience de sa liberté » par un premier arrachement ; mais cet arrachement est imparfait, et surtout partiel : seuls quelques hommes sont libres. La troisième étape est celle de « l'élévation de cette liberté encore particulière à la pure universalité », c'est-à-dire de la conscience de ce que l'homme en tant qu'homme est libre. C'est l'étape du début de la conscience de soi et du sentiment de soi de l'essence de la spiritualité.
Le philosophe dresse un parallèle entre ces époques et le développement de l'être humain, de l'enfance à la maturité. La première époque est celle du monde oriental, où l'Esprit demeure naturel, il n'est « pas encore auprès de soi », et ne connaît pas la liberté. L’État reste patriarcal, familial. La deuxième époque de l'Esprit est celle de la séparation et de la réflexion de l'Esprit en soi. Il sort de l'état d'obéissance simple face à l'autorité, la confiance n'est plus sa condition d'être. L'Esprit est adolescent, et il a une liberté pour soi, mais encore liée à sa substantialité. Il s'agit du monde grec, qui, lors de la transition au monde romain, connaît l'âge viril de l'Esprit, où « l'individu a des buts pour soi, mais il ne les atteint qu'en se mettant au service d'un Universel, de l’État ». Le dernier moment, enfin, est l'ère germanique du monde chrétien, stade de la vieillesse de l'Esprit, où l'Esprit rentre dans son concept. L'individu est complètement libre, il « possède en soi la liberté substantielle ».

#### Le début de l'histoire: critique du primitivisme romantique
Hegel aborde une représentation traditionnelle qui est celle de l'hypothétique état premier de l'homme au paradis, interprété par les théologiens à travers l'histoire d'Adam et Eve. Hegel remarque que l'on raconte encore aujourd'hui des histoires selon lesquelles « un peuple primitif serait à l'origine de toutes les sciences et de tous les arts qui nous furent transmis », et que la culture de ces peuples aurait survécu à travers des légendes. Le philosophe se montre méfiant et considère qu'il ne s'agit que d'hypothèses dont les fondements sont précaires.
L'idée d'une perfection originelle ne convient donc pas. L'Esprit a déclenché l'histoire : nous ne sommes pas à l'origine des animaux, mais étions dans un état de torpeur. L'animal n'a en effet « aucune possibilité de prendre conscience de lui-même ».

#### Le début de l'histoire: la préhistoire
La philosophie doit commencer l'étude de l'histoire au moment où la Raison commence à pénétrer dans le monde, et non pas là où elle n'est qu'une possibilité. L'état de torpeur de l'individu, où l'Esprit est inconscient de la liberté, du bien et du mal, et donc des lois, ne fait pas partie de l'histoire. La famille est une cellule typique de cette période, car « ses membres ne se comportent pas, les uns à l'égard des autres, comme des individus doués d'une libre volonté ». Ce n'est que lorsque la conscience personnelle émerge que le moi (« ce centre obscur et aride », dit Hegel) se crée. Ici, l'Esprit n'est ni ouvert ni transparent, et donc ils ne peuvent le devenir « que grâce au long labeur de culture qu'accomplira, bien de temps après, cette même volonté (libre) devenue consciente d'elle-même ».
La préhistoire est, pour Hegel, l'existence des peuples sans organisation étatique. Cela ne signifie qu'ils n'ont pas pu réaliser des développements importants dans certains domaines. Simplement, ces peuples n'étaient pas encore dans l'histoire. Elle peut être un lien avec l'histoire : Hegel parle de la découverte du sanskrit, qui « nous a suggéré en particulier l'idée d'une liaison historique des peuples avec les peuples de l'Inde ».

#### Le début de l'histoire: conditions de la conscience historique
L'auteur revient sur sa définition du mot histoire. Il s'agit d'une union de l'aspect subjectif et de l'aspect objectif de l'histoire : le récit historique, tout autant que les actes et les faits. Le récit historique apparaît ainsi en même temps que les évènements et les actes historiques. Les deux surgissent ensemble. L’État seul « peut fournir un contenu qui n'est pas seulement propre à la prose de l'histoire, mais qui contribue lui-même à la produire ». Il est un lien permanent entre le présent et le passé.
Hegel soutient que le temps qui s'est écoulé jusqu'à l'apparition de l'histoire écrite a peut-être été plein de migrations, de transformations ou encore de révolutions, mais il ne s'agit pas d'histoire objective : elle n'a laissé « aucune histoire subjective, aucun récit historique ». Au fond, ce n'est qu'à travers l’État qu'il peut y avoir histoire, car « c'est seulement dans l’État que, grâce à la conscience des lois, ont lieu des actions claires qui produisent à leur tour une conscience capable de les saisir clairement, qui éprouve le besoin et se donne la capacité de les conserver de cette manière ».
Hegel se montre très critique envers l'organisation sociale de l'Inde, sous forme de castes, car celle-ci a figé des droits à chacun et empêché l'éclosion parfaite de cette civilisation. Dès lors, « tous les autres liens qui peuvent s'établir à l'intérieur de la société ne sont qu'arbitraire sauvage, agitation passagère ».
Le philosophe revient sur le lien entre l'écriture, la parole, et le développement de la civilisation. Les langues se développent chez les peuples barbares. Ainsi, « la grammaire développée et systématique est l'ouvrage de la pensée qui met en évidence ses catégories ». Selon lui, c'est lors du processus de civilisation que la langue s'appauvrit et devient grossière : « c'est un phénomène caractéristique que le progrès, en se spiritualisant et en donnant naissance et forme à la rationalité, néglige cette minutie et cette prolixité intellectuelle, la trouve gênant et la rend superflue ».

#### Le cours de l'évolution: critique du journalisme anhistorique
Hegel critique les rapprochements, abusifs, qui sont souvent faits entre les différentes cultures, qui, pourtant, témoignent d'un esprit particulier différent, et d'un système moral différent. Il n'est donc pas légitime de s'autoriser à « reconnaître dans les figures de la mythologie hindoue des figures de la mythologie grecque, à cause de la ressemblance de quelques traits fantaisistes ». Il se moque aussi de ceux qui ont vu dans la philosophie chinoise, qui a l'Un comme fondement, « la même que celle qui devait paraître plus tard sous le nom de philosophie éléate et de système spinoziste ».
Hegel soutient que les « milieux moralisants » n'ont pas le droit de « poser des exigences à l'encontre des grandes actions historiques et de leurs auteurs », car ils n'y appartiennent pas. Il ne faut donc pas leur opposer « la litanie des vertus privées ». L'histoire universelle pourrait donc « entièrement négliger la sphère où se situent la moralité et l'opposition ».
Un État doit permettre de faire prospérer les arts et la culture, ainsi que les lois, sous forme d'universalité. Ainsi, « la vie de l’État en tant que telle rend nécessaire la culture formelle et fait donc naître les sciences ainsi qu'un art et une poésie évolués ». Quelle est la place de la philosophie au sein de l’État ? elle « doit apparaître » dans l’État, car il s'agit de « la forme propre à la pensée qui transforme un contenu en un contenu de culture ». Ainsi, « la philosophie n'est que la conscience de cette forme, la pensée de la pensée ». La culture générale est son soubassement, car « les matériaux de son édifice sont déjà préparés dans la culture générale ».
La philosophie est importante car il arrive des époques où l'individu est contraint de plonger son esprit dans lui-même « pour trouver dans le monde idéal la paix intérieure dont il n'est plus possible de jouir dans la réalité déchirée ». Ainsi, « la pensée est poussée à se transformer en raison pensante pour tenter de réaliser dans son propre élément la restauration de ce qui a été jeté en ruine ».

#### Le cours de l'évolution: permanence et historicité
Bien qu'il existe du mouvement et du changement dans l'histoire, il existe aussi un principe de permanence. La liberté dont l'Esprit a conscience dispose d'une unique racine. Grâce à sa conscience, l'individu « se saisit comme personne, c'est-à-dire dans sa singularité comme un être universel en soi, capable d'abstraction, capable de renoncer à toute particularité et donc comme un être infini en soi ».
Hegel soutient que « un peuple ne participe à l'histoire que dans la mesure où il a identifié sa nature fondamentale, sa fin fondamentale, avec un principe universel », et qu'à partir de cette nature, il produit « un organisme éthique, politique ». Le point suprême où un peuple peut arriver, est de penser dans son art, son droit, son éthique, etc., l'unité la plus intime dans laquelle l'Esprit peut se trouver avec lui-même.

#### Le cours de l'évolution: le sens de l'évolution
L'histoire permet à l'individu d'exiger de connaître la raison derrière les productions déterminées qu'il connaît, comme la foi, la confiance ou les mœurs. L'évolution permet à l'Esprit, déterminé maintenant en soi, d'avoir des intérêts et des buts plus étendus et nouveaux. Des décalages peuvent exister entre les individus, de la même manière qu'« un homme cultivé a de tout autres exigences que l'homme inculte demeuré dans la même religion, la même éthique, la même condition substantielle ».
Un peuple ne peut être historique qu'une seule fois, parce qu'un peuple ne peut, dans le processus de l'Esprit, se charger que d'une seule mission. Cette marche graduelle est comme un progrès à l'infini qui resterait éternellement éloignée du but. Chaque nouvelle étape permet de saisir le principe précédent d'une manière plus universelle. L'Universel doit, chaque fois, se présenter d'une manière déterminée différente.
Hegel rappelle que l'Esprit a pour but de « s’objectiver et se  saisir soi-même », et que c'est là l'histoire universelle. Ce n'est que lorsque l'Esprit s'objective et se saisit lui-même qu’« il existe réellement comme un produit de soi-même, comme un résultat. Se saisir soi-même, c’est se saisir par la pensée, ce qui ne signifie pas la seule connaissance de quelques déterminations arbitraires, contingentes, passagères, mais l’intellection de l’Absolu lui-même ».

#### Le cours de l'évolution: présence spirituelle du passé
L'histoire se présente à nous, tout d'abord, comme l'histoire du passé. Mais, soutient Hegel, il s'agit en même temps du présent, car ce qui est vrai en soi est vrai pour l'éternel. En réalité, « ce qui semble appartenir au passé est éternellement conservé dans l'Idée ». L'Esprit n'est ni au passé, ni à l'avenir, mais il est absolument maintenant, actuel. L'Esprit est, à ce titre, immortel, et l'Idée toujours présente. L'Esprit du monde actuel n'est jamais que le concept que l'Esprit se fait de lui-même.
Cela ne signifie pas que l'individu ne doive pas passer par plusieurs étapes dans son éducation. Au contraire : « dans son éducation, chaque individu doit passer par diverses sphères qui constituent le fondement de son concept de l'Esprit et qui ont été formées et élaborées dans le passé, indépendamment l'une de l'autre. Mais ce que l'Esprit est maintenant, il l'était depuis toujours ».

### Chapitre 3. Les conditions naturelles: le fondement géographique de l'histoire universelle

#### Définitions générales: le conditionnement naturel
L'histoire universelle montre comment l'Idée de l'Esprit se réalise à travers une suite de figures extérieures. Chaque étape de l'histoire est une étape où la conscience de soi de l'Esprit se manifeste dans l'esprit d'un peuple de manière concrète (on parle alors de peuple réel). Chaque peuple historique se voit confier par l'Esprit universel la mission de représentation d'un principe. La pluralité des esprits particuliers disparaît lorsque le sommet de l'histoire du monde est atteint.
Chaque peuple « représente un degré particulier du développement de l'Esprit » ; cela correspond à une nation. Cette particularité naturelle se manifeste dans la nature sous forme d'une détermination particulière. Chaque nation a un aspect spécifique, qui nous fait entrer « dans le domaine de la détermination géographique ».
Hegel se rattache alors à la théorie des climats, quoiqu'il la nuance : « on parle souvent du doux ciel de l’Ionie, qui aurait produit Homère. Un tel ciel a certes beaucoup contribué à la grâce de la poésie homérique, mais la côte de l’Asie Mineure a toujours été la même, elle l’est encore, et pourtant du peuple ionien n’a surgi qu’un seul Homère ». Il considère que le climat a un effet sur la liberté, et que ni les zones trop chaudes, ni trop froides, ne sont favorables à la liberté de l'homme et donc à l'apparition de peuples historiques. Cela est d'autant plus vrai que, selon Aristote, l'homme ne s'élève vers l'universel que lorsque ses besoins sont satisfaits, ce qui n'est pas possible dans les zones à température extrêmes.

#### Définitions générales: le haut pays
Le haut pays consiste en des steppes et des plaines. Le haut pays n'est propice qu'aux mouvements impulsifs, mécaniques et sauvages. Les plaines privées d'eau sont souvent la résidence de peuples nomades, comme les mongols d'autrefois, et les arabes. Il s'agit de populations patriarcales, où la vie familiale est particulièrement importante.
Les populations de ces territoires ont pu être militairement dominantes, sans laisser rien derrière eux : il en est ainsi de Gengis Khan et Tamerlan, qui « piétinèrent tout, puis disparurent de nouveau, comme s'écroule le torrent ravageur qui se perd parce qu'il ne possède pas en propre un principe de vitalité ».

#### Définitions générales: les plaines fluviales
La plaine fluviale compose les pays de la transition. Il s'agit des vallées formées par de grands cours d'eau, c'est-à-dire des anciens bassins fluviaux. Ces zones sont devenues fertiles et sont favorables à l'émergence de civilisations. Ces civilisations ne reposent pas sur le nomadisme, mais la sédentarité. Avec l'agriculture, apparaissent également la prévoyance et l'intelligence.
Les populations qui y vivent doivent en effet s'intéresser non pas à la seule journée présente, mais à une longue période. Il est nécessaire pour eux d'avoir recours à l'innovation en inventant des instruments, ce qui mène à la création de formes d'art. La possession d'outils et de propriété rend possible la création de classes sociales. La tendance à vivre dans l'isolement et le repli disparaît, ce qui ouvre ces peuples au général et à l'universel. De grands royaumes, des systèmes juridiques, peuvent ici être créés. Ce fut le cas des civilisations des fleuves de Chine, ou celles des rives du Gange et de l'Indus, ou encore du Nil.
Hegel soutient que l'eau rassemble les populations, là où les montagnes les séparent. Les grandes civilisations ont souvent eu accès à l'eau. Les communications aussi sont bien plus difficiles sans voies navigables.

#### Définitions générales: la mer
La mer donne naissance, selon Hegel, à « un type de vie spécial ». Parce qu'elle est indéterminée, elle donne une idée du grand et de l'infini. Cela donne donc un courage illimité aux peuples de la mer. La mer a pour principe de ne pas tolérer, contrairement à la terre ferme, « les pacifiques délimitations en cités ». Ainsi, la mer, sans frontières, « invite l'homme à la conquête, au brigandage, mais aussi au gain et à l'acquisition ».
La mer appelle à développer la ruse. La mer est rusée, menteuse, car elle semble « parfaitement molle », elle « paraît infiniment innocente, soumise, aimable et câline », alors qu'elle est mortelle.

#### Le nouveau monde: caractère général
Le caractère nouveau du Nouveau monde est dû, rappelle Hegel, à la récence de la découverte de l'Amérique et de l'Australie. Mais cette distinction n'est pas qu'extérieure, elle est également essentielle : le Nouveau monde est un monde nouveau à tous les points de vue, du fait de sa constitution physique et politique. Le philosophe ne s'attarde pas sur « son antiquité géologique », qui, dit-il, ne le regarde pas. Il trouve toutefois une sorte d'immaturité géographique dans le continent américain. Par exemple, « si l'on s'écarte des possessions anglaises et l'on avance profondément vers l'intérieur, on découvre d'immenses fleuves qui n'en sont pas encore arrivés à se creuser un lit, mais qui s'achèvent en plaines de roseaux ».
L'auteur remarque que, pour autant que l'Amérique ait eu une civilisation propre, elle a été anéantie par sa soumission aux européens. Nous disposons certes de connaissances sur les civilisations du Mexique et du Pérou, mais Hegel considère qu'elles se sont effondrées face aux européens car « il s'agissait d'une civilisation entièrement naturelle et qui devait, par conséquent, s'effondrer au premier contact avec l'Esprit ». L'Amérique est plus faible que l'Europe en toutes choses, qu'il s'agisse de ses hommes comme de ses animaux, « qui sont, à tous égards, plus petits, plus faibles, moins puissants ».

#### Le nouveau monde: les autochtones
Hegel passe en revue les autochtones d'Amérique. Il remarque que leur nombre a été réduit au fur qu'ils ont été exterminés. Ainsi, « le monde américain tout entier a péri sous la pression envahissante des Européens ». L'auteur remarque qu'il reste plus d'autochtones en Amérique du Sud. Hegel se montre plus critique encore, considérant qu'ils sont incapables de recevoir une éducation, et travaillent peu ; d'où, selon lui, le besoin de faire venir des hommes d'Afrique, « étant donné leur meilleure aptitude à s’assimiler à la civilisation européenne ».
Comme les Portugais ont été « plus humains » que les Hollandais, les Espagnols et les Anglais, ils ont permis plus facilement l'obtention de la liberté. Mais seuls des individus venus d'Afrique ont pu vraiment en profiter, car l'Esprit des autochtones ne leur aurait pas permis de se savoir libres.

#### Le nouveau monde: l'Amérique latine
Les autochtones ayant presque disparu, la population active d'Amérique latine provient principalement, dit Hegel, d'Europe. Il considère que l'émigration européenne en Amérique provient d'un trop-plein démographique, de la même manière que l'envie de commerçants de bénéficier d'un environnement favorable au commerce en Allemagne a conduit de nouvelles villes à être créées, telles que Francfort ou encore Nuremberg. Il en va de même pour les Anglais, qui se seraient établis en Amérique car « les impôts et les charges qui pèsent en Europe sur le commerce et l'industrie n'existent pas en Amérique ».

#### Le nouveau monde: l'Amérique du Nord et son destin
Hegel remarque combien l'Amérique du Nord, grâce à sa population et à son industrie, est prospère. Il souligne qu'il y existe un ordre civique fort, et qu'il y règne une liberté solide. Contrairement à l'Amérique du Sud, où les républiques « ne reposent que sur la puissance militaire ».
La richesse et la liberté de l'Amérique du Nord trouveraient leur origine dans les raisons de l'émigration sur ces territoires, à savoir la liberté religieuse. La culture de ces « Européens industrieux » s'est orientée vers le travail. Cela tient aussi à ce que les arrivants venaient d'Angleterre, où régnait déjà le principe de l'individualité. La liberté s'est faite État, et dès lors on ne s'étonne pas de trouver aux États-Unis une constitution républicaine. Le président est élu pour quatre ans, ce qui permet d'éviter toute dérive monarchique.
Hegel revient sur le phénomène religieux en Amérique du Nord. Il y voit des qualités comme des défauts. Il considère que si le protestantisme a pour effet positif qu'il « éveille au fond la confiance », il a pour défaut qu'il « garde un aspect sentimental qui peut susciter les caprices les plus divers ». Ainsi, en Amérique, « chacun peut avoir sa conception philosophique particulière », « d'où la division en tant de sectes qui en arrivent à l'extrême de la folie et dont beaucoup ont un culte qui se manifeste par des extases et parfois par les débordements les plus sensuels ».
Le philosophe critique la forme des États-Unis d'Amérique : en tant qu’État fédéral, il risque de périr par la désunion. Ainsi, lors de sa guerre contre l'Angleterre au Canada, « les Anglais purent bombarder Washington, parce que la tension entre les provinces empêcha toute action vigoureuse ».
Le pays, en plus, n'est pas encore très ferme sur ses bases, car il ne dispose pas encore de « la solidité du commerce anglais », « il n'a pas encore le crédit », ni « la sûreté des capitaux ». En plus de cela, son économie est principalement primaire (« il continue à avoir pour objet seulement les produits du sol et pas encore les produits manufacturés ou industriels »). Les Américains sentiront le besoin d’État lorsque, une fois le pays défriché et l'accroissement de l'agriculture stoppée, ils « se replieront en masse sur eux-mêmes vers les industries et le commerce urbains, et constitueront un système compact de société civile ».
Hegel considère que les États-Unis joueront un rôle majeur dans l'histoire universelle, à l'avenir, dans son opposition à l'Amérique du Sud. L'auteur s'interdit à essayer de deviner ce qui lui arrivera, car « la philosophie ne s'occupe pas de prophéties ».

#### Le vieux monde: caractère général
L'Ancien monde est, selon Hegel, le théâtre de l'histoire universelle. L'Ancien monde est divisé en trois parties, déjà connues des anciens, qui n'est en rien accidentelle mais due à la nécessité supérieure. On trouve, autour du grand lac de la Méditerranée, la Grèce, Jérusalem, la Mecque, Athènes, Rome, Carthage, Alexandrie, Constantinople, etc. La Méditerranée est ainsi « le cœur du vieux monde », qui « le conditionne et l'anime ». Ce n'est que plus tard que l'Europe du Nord entre dans l'histoire, et, de toute façon, elle ne participe pas à l'histoire antique. La Gaule est entrée dans l'histoire lorsque César l'a conquise. L'Orient n'entre pas dans l'histoire du monde, jusqu'à la Syrie, qui « constitue le point de départ de l'histoire du monde ».
L'Europe est la réunion des trois grands principes géographiques que sont le haut pays la plaine fluviale et la région côtière, tandis que l'Afrique n'est en général dominé que par le principe du haut pays. Ainsi, en Afrique, « l'homme reste arrêté au stade de la conscience sensible d'où son incapacité absolue d'évoluer ». L'Asie, au contraire, est le lieu de « l'égoïsme, de l'absence de limitation des désirs et l'extension démesurée de la liberté », un lieu renfermé sur soi, dominé par le principe de la plaine fluviale. L'Europe, enfin, est « le pays de l'unité spirituelle, du passage de cette liberté sans mesure à la réalisation particulière, à la maîtrise acquise sur la démesure, à l'élévation du particulier à l'université, et la rentrée de l'esprit en soi ».

#### Le vieux monde: l'Afrique
Hegel considère que l'Afrique est, en règle générale, repliée sur elle-même. La diversité de sa géographie est considérée par l'auteur comme remarquable ; il soutient que l'on peut diviser l'Afrique en trois continents : le premier est au sud du Sahara et est l'Afrique proprement dite. L'Afrique au nord de ce désert est « l'Afrique pour ainsi dire européenne ». Enfin, la troisième partie est le bassin du Nil, qui se rattache à l'Asie.
Pour l'auteur, l'Afrique du Nord allant du Maroc à l'Algérie appartient au bassin espagnol, et est une zone européenne qui s'étend jusqu'à Tripoli. Cette partie de l'Afrique, si elle n'a jamais été actrice, a « été toujours dépendante des grands bouleversements extérieurs », comme la colonisation phénicienne, l'établissement de Carthage, la domination romaine, celle de l'empire byzantin, etc.
L'Afrique sub-saharienne est, pour Hegel, une zone « restée fermée, sans lien avec le reste du monde », où « nous voyons l'homme dans un état de barbarie et de sauvagerie qui l'empêche encore de faire partie intégrante de la civilisation ». C'est une zone sans subjectivité, sans État. Les habitants disposent d'une conscience qui « n'est pas parvenue à la contemplation d'une quelconque objectivité solide, comme par exemple Dieu, la loi, à laquelle puisse adhérer la volonté de l'homme, et par laquelle il puisse parvenir à l'intuition de sa propre essence ». Hegel voit ainsi en Afrique un « état d'innocence », c'est-à-dire « l'unité de l'homme avec Dieu et avec la nature ».
Le philosophe aborde ensuite les religions et les organisations sociales. Il note l'utilisation de rituels et de psychotropes, qui permettent de se mettre « dans un état de transe extrême ». Réduits en esclavages en Amérique, « leur sort dans leur propre pays est presque pire, dans la mesure où ils y sont soumis à un esclavage aussi absolu ». Cet esclavage est permis par le manque de conscience de leur liberté substantielle par les Africains, qui se traduit par l'absence de structure étatique et la prépondérance de la cellule familiale.

#### Le vieux monde: l'Asie
Avec l'Asie, « nous commençons à nous trouver dans le vrai théâtre de l'histoire ». C'est en Asie qu'est apparu le « moment éthique de la conscience de l’État », c'est donc le lieu du commencement. Il remarque que l'Arabie, « royaume de la liberté sans frein, d'où est sorti le fanatisme le plus démesuré », fait partie de l'Asie intérieure. Hegel soutient que l'Asie est un continent de plaines fluviales, et qu'elle dispose à ce titre de la mentalité correspondante. Le principe de la plaine fluviale serait l'agriculture, ainsi que le développement de l'industrie. La caractéristique de l'Asie intérieure est le commerce et la navigation.
L'Asie serait également caractérisée par un repli sur soi et l'absence d'expansion vers l'extérieur.

#### Le vieux monde: l'Europe
On ne trouve aucun principe unique en Europe, moins encore qu'ailleurs. Hegel déduit que « le caractère de l'Europe, c'est donc que les différentes configurations géographiques ne s'opposent pas en antithèses aussi nettes qu'en Asie ».
L'auteur procède à une tripartition de l'Europe. La première aire est le Sud (France méridionale, Italie, Grèce...), qui a été longtemps le théâtre du monde et qui est tourné vers la Méditerranée. L'Esprit du monde y a trouvé son siège « quand le centre et le nord de l'Europe étaient encore sauvages ». La deuxième est le cœur, qui regroupe la France, l'Allemagne, le Danemark, la Scandinavie. Ce monde a été « entrouvert par Jules César ». La troisième partie est formée par l'Europe du Nord-Est, c'est-à-dire la Russie et la Pologne, qui « ne deviennent que tardivement des États historiques ».
L'individu européen est le type d'homme le plus universel, « puisque dans la nature européenne ne se manifeste pas un type singulier et isolé ». Comme aucun principe naturel ne se manifeste de façon prédominante, l'humanité apparaît comme plus libre. Hegel considère le rapport à la mer comme décisif, car « un État européen ne peut être vraiment un État européen que quand il donne sur la mer », car cet accès donne « cette tendance très particulière vers l'extérieur qui manque à la vie asiatique, cette marche de la vie vers plus loin qu'elle-même ».

### Chapitre 4. La partition de l'histoire universelle
La vocation de la partition de l'histoire universelle opérée par Hegel est d'offrir « un tableau d'ensemble qui se propose en même temps de montrer sa structure telle qu'elle est comprise à la lumière de l'Idée, selon sa nécessité interne ». Le philosophe identifie la lumière de l'universel au soleil, qui se lève à l'Est, en Orient. Le philosophe soutient que, comme le soleil, lorsqu'il ira se coucher à l'Ouest, « il aura bâti un édifice achevé ». Il s'agit là du « cours entier de l'histoire », de « la grande journée de l'Esprit ». Hegel en conclut que l'histoire universelle va d'Est en Ouest. L'Europe est le terme, l'Asie est le commencement. C'est bien à l'Ouest que « se lève le soleil intérieur de la conscience de soi ».

#### L'Empire oriental
Hegel trouve dans l'Orient « la première figure de l'Esprit ». Il s'agit d'un monde de spiritualité, où le savoir d'une volonté indépendante et autonome a remplacé l'arbitraire particulier. Ce monde était régi par un régime patriarcal, dans le sens où la famille formait un tout prépondérant en la conscience du chef de la famille. Celui-ci y incarne à la fois la volonté et l'activité, prend soin de ses membres, les éduque, etc. L'Orient a donc montré la première forme d'existence du peuple, où « ni la connaissance ni la volonté des individus ne va au-delà de ce but et de son incarnation dans la personne du chef et de sa volonté ».
La situation orientale est telle que, au sein de l’État, le sujet « n'a pas encore acquis son droit ». L'ordre éthique est « immédiat », c'est-à-dire qu'il est dépourvu de lois. L'histoire est alors en enfance, avec « un État fondé sur le rapport familial, un État de prévoyance paternelle qui maintient l'unité de l'ensemble en distribuant admonestations et punitions ».
Cette époque est aussi celle où l’État est tourné vers l'extérieur, et ils se trouvent en conflits incessants entre eux, « ce qui leur prépare un déclin rapide ». Le choc des États a pour effet positif une progressive apparition du Moi, qu'Hegel appelle le « pressentiment du principe individuel ». En effet, « la lutte et le conflit vont de pair avec une concentration et un saisissement en soi ». Mais ce pressentiment reste impuissant et inconscient. L'esprit oriental est donc caractérisé par l'intuition, le rapport immédiat avec l'objet, où « le sujet est englouti dans la substantialité ».
Les États orientaux sont caractérisés, également, par l'absence de distinction entre le gouvernement séculier et le gouvernement religieux. Ainsi, « la domination telle qu'elle est dans le monde oriental peut être appelée une théocratie ».

#### Le monde grec
Le monde grec est l'âge de l'adolescence. Le principe d'individualité se lève, la liberté subjective est installée. Le libre-vouloir des individus est permis par l'ordre éthique. Il ne s'agit pas du règne de « la liberté déchaînée, naturelle, mais de la liberté éthique qui a un but universel ». Toutefois, le « bel ordre éthique » des Grecs n'est pas le « vrai ordre éthique ». Les Grecs connaissent la première liberté subjective, mais ils n'ont pas encore atteint la « plus pure éthique universelle ».

#### Le monde romain et le christianisme
L'Empire romain n'a saisi la fin réellement existante, mais seulement dans son universalité abstraite. L'âge de Rome est l'« âge viril de l'histoire », où l'homme « vit dans le service et non dans l'allègre liberté de son but ». Durant cette époque, l’État émerge sous sa forme abstraite, mais les individus ne participent encore que d'une manière incomplète à sa fin. Les individus libres sont sacrifiés à la fin. Cette époque est aussi marquée par, en même temps qu'une individualisation, un isolement. Les individus isolés cherchent alors dans le droit privé « la consolation pour la liberté perdue ».
C'est par conséquent une époque où l'ordre et le calme règnent, mais ce calme n'est que d'apparence : il est en réalité un « déchirement intérieur absolu », car il s'agit d'une « conciliation extérieure, purement séculière de l'opposition ». En somme, l'individu n'étant plus libre, « l'Esprit fuit ce monde privé des dieux, cherche en lui-même la conciliation et commence alors à vivre sa propre intériorité qui est une intériorité pleine, concrète ».

#### Le monde germanique
Au monde germanique correspond « l'aurore de l'Esprit réel », celui où la subjectivité se sait elle-même. C'est le monde de la vieillesse de l'Esprit, qui est, non pas une faiblesse, mais « sa maturité parfaite, l'âge où il revient à l'unité ». La conciliation spirituelle commence. L'Esprit est Esprit en tant que conscience du monde intérieur, l'Esprit est connu par le sujet comme conscience pensante.
Le principe de l'Esprit s'est développé dans le monde germanique de manière concrète. Le sujet est ici « libre pour soi et n'est libre que dans la mesure où il devient adéquat à l'Université et demeure dans l'Essence ». C'est donc « le règne de la liberté concrète ». C'est aussi le moment où de l'affrontement entre le monde séculier et le monde spirituel. Il s'agit d'une « immense opposition ».
Ce conflit est dû au fait que le monde séculier « ne s'est pas encore dépouillé de l'arbitraire subjectif », et que « l'Esprit n'a pas reconnu le monde ». Il faut que le principe spirituel ait atteint sa forme objective (la pensée) pour avoir prise sur la réalité extérieure. Ce n'est qu'alors que le « but spirituel », la liberté, peut se réaliser dans le monde séculier. En d'autres termes, dès lors que la liberté a trouvé à se réaliser dans l’État, l'Esprit n'est plus étranger à l’État et il n'est plus inférieur à l’Église.

## Thèses

### But de l'histoire et téléologie
Hegel soutient la thèse selon laquelle l'Idée se réalise dans l'histoire et la fin de cette dernière, son but, c'est l'Idée, l'Esprit absolu, la liberté, autrement dit, Dieu. Cette rationalité intégrale de l'histoire implique que son développement réalise plus complètement la morale et la liberté.
Le sujet de cette histoire n'est pas simplement des individus pris dans leur singularité, quoique ces esprits singuliers existent. Hegel met le peuple et son esprit propre (le Volksgeist) au cœur de sa réflexion. Hegel refuse l'idéalisme kantien et sa philosophie du droit abstraite, au profit d'une conception organique et vivante, expression de la totalité éthique. Le grand homme est le conducteur de ce peuple qui aspire à la réalisation de son but. La marche de l'esprit du monde aboutit finalement à l'État, où se trouvent réunis mœurs, art, et droit[réf. nécessaire]. La fin de l'histoire, c'est donc l'État qui doit réaliser la liberté et la raison.

### Grands hommes historico-cosmiques
Le philosophe fait des grands hommes des agents de cette raison rusée. Ces individus exceptionnels, qu'il qualifie d'« historico-cosmiques », seuls peuvent canaliser les désirs des peuples, guidés par leurs intérêts mais œuvrant presque malgré eux à la réalisation de l'État universel, incarnation politique de l'esprit absolu. La tyrannie est nécessaire dans l'histoire car elle permet l'aliénation des volontés particulières centrifuges. Lorsque l'obéissance est obtenue, lorsque la volonté générale est traduite dans la loi, la tyrannie est renversée par les peuples, « sous prétexte qu'elle est abominable, en fait seulement parce qu'elle est devenue superflue ».

### Ruse de la raison
Hegel développe le concept de ruse de la raison. La raison agirait par la ruse, c'est-à-dire de manière cachée ou subreptice, pour être le moteur de l'histoire. La raison gouverne le monde et se réalise dans l'histoire ; dès lors, le spectacle d'incohérence et de chaos que les spectateurs de l'histoire perçoivent n'est qu'un voile, une ruse, de la raison. Ainsi, derrière cette histoire apparente, se trame l'histoire vraie, celle de l'esprit universel.
Ce dualisme téléologique justifie les atrocités de l'histoire, comme la tyrannie ou encore les guerres. La raison rusée est derrière, cachée : « Ce n'est pas l'Idée qui s'expose au conflit, au combat et au danger ; elle se tient en arrière, hors de toute attaque et de tout dommage, et envoie au combat la passion pour s'y consumer. On peut appeler ruse de la raison le fait qu'elle laisse agir à sa place les passions ». Hegel soutient ainsi que ces dernières sont autant de moments nécessaires de la vie d'un peuple, expression de leur liberté. Les passions, ainsi font partie de la ruse de la raison, car « rien de grand ne s'est accompli dans le monde sans passion ». Tout cela concourt à la réalisation d'une fin absolue déterminée.
Jean-François Kervégan écrit ainsi que « la portée historique des actions humaines n'est jamais réductible aux motivations subjectives des acteurs [...] Les passions humaines, qui sont des facteurs d'aliénation, peuvent aussi servir au progrès dans la conscience de la liberté ». C'est le cas, par exemple, de Jules César : il ne pensait suivre que son intérêt pour «  sa position, son honneur, sa sécurité » personnelles, lorsqu'il allait vaincre la Gaule et le monde méditerranéen » ; c'était en réalité une ruse de la raison car « en gagnant le pouvoir unique à Rome, but apparemment passionnel et « négatif », il faisait avancer l'idée de « maître individuel de l'État » (régime impérial), qui allait dans le sens de « l'histoire du monde », vers l'idée d'État moderne, il suivait « la volonté de l'esprit du monde ».
Intérêt et désir sont donc les moyens dont se sert l'esprit du monde pour parvenir à ses fins et s'élever à la conscience, le négatif n'est qu'un moment nécessaire à la transformation de la culture.
La théodicée hégélienne se réalise dans l'État, lieu de convergence des manifestations de l'esprit particulier à chaque peuple : art, droit, mœurs, commodités de l'existence... (« L'absolu totalité éthique n'est pas autre chose qu'un peuple »[réf. à confirmer]) Elle fait de l'histoire le « tribunal de dernière instance » de l'ensemble des faits humains[réf. à confirmer].
Le philosophe Jacques D'Hondt remarque qu'avec ce concept, Hegel réhabilite la ruse en tant que force positive. Ainsi, « bien que la ruse soit généralement réprouvée par les moralistes, Hegel a donné à sa philosophie une résonance populaire en forgeant l'image fascinante d'une ruse de la raison qui régirait le monde humain ».

### Culture générale et philosophie
Hegel traite de la question de la prospérité des arts et de la culture au sein des États. Selon lui, « la vie de l’État en tant que telle rend nécessaire la culture formelle et fait donc naître les sciences ainsi qu'un art et une poésie évolués ». La place de la philosophie est alors grande, car non seulement il est impératif qu'elle apparaisse et soit partagée, mais en plus, elle se fonde sur la nécessaire culture générale : « les matériaux de son édifice sont déjà préparés dans la culture générale ».

### Dialectique
La dynamique qui sous-tend le déterminisme[réf. nécessaire] hégélien est la dialectique. Dans le système idéaliste, le progrès est synthèse entre les opinions contradictoires de la thèse et de l'antithèse (exemple : la loi s'affirme (affirmation), le crime la nie (négation), le châtiment nie le crime et rétablit le droit (négation de la négation). Celles-ci sont les « moments du devenir d'une totalité, dont le dernier stade laisse chaque fois derrière lui les deux précédents, sans sacrifier leur signification propre. Dépasser, chez Hegel, c'est nier mais en conservant, sans anéantir. Chaque terme nié est intégré. Les termes opposés ne sont pas isolés mais en échange permanent l'un avec l'autre. » [réf. à confirmer] Le système hégélien confronte la raison « naturelle » et la positivité « historique » (religion naturelle-religion positive, droit naturel-droit positif), l'histoire et la vie.

### Afrique
Hegel prend une position forte dans la Raison dans l'histoire au sujet de la place de l'Afrique dans le monde contemporain et dans l'histoire jusqu'à présent telle qu'elle est connue. S'il reconnaît que « Carthage fut là un élément important », il soutient que « elle appartient à l'Asie en tant que colonie phénicienne ». L'Égypte, elle, « ne relève pas de l'esprit africain ». Il écrit qu'il appelle donc Afrique « un monde anhistorique non développé, entièrement prisonnier de l'esprit naturel et dont la place se trouve encore au seuil de l'histoire universelle ».

## Postérité

### Prémices totalitaires
Karl Popper critiquera, dans Misère de l'historicisme puis dans La Société ouverte et ses ennemis, la thèse soutenue par Hegel dans la Raison dans l'histoire et dans les Leçons. Il accusera notamment la pensée hégélienne de la totalité rationnelle d'être une des bases philosophiques du totalitarisme politique.
Entre l'État et l'individu se trouve cependant la société civile (l'État du libéralisme économique), elle est le lieu de l'opposition la plus déchirante : celle de la pauvreté et de la richesse, conséquence de la division du travail (anticipation de l'analyse marxienne de l'aliénation symbolique du travailleur : celui-ci ne peut plus se reconnaître dans le produit de son travail) et des « incessantes variations du marché.» (Jean Hyppolite[réf. à confirmer]) Seul le lien corporatif à travers des états (corporations, syndicats, communautés structurant la société civile) permet de compenser cette réalité des sociétés industrielles, de réconcilier le citoyen avec l'État (il joue un rôle de régulateur à travers une politique économique, ajustant les intérêts parfois conflictuels des producteurs et des consommateurs).

### Prémices de la science économique
Plusieurs auteurs, comme Pierre Rosanvallon et Henri Denis, ont vu dans la Raison dans l'histoire et dans les Leçons les prémices de la pensée économique. Dans Le Capitalisme utopique, Rosanvallon remarque les similitudes entre les théories de l'économie politique libérale de l'époque, comme celle de la main invisible, et le concept de ruse de la raison. Henri Denis constate dans l'anthropologie hégélienne, exposée dans la partie « Les moyens de la réalisation : les mobiles historiques », fait la part belle aux passions face aux vertus, comme le fait au même moment l'école classique.

### Œuvres de Hegel
- G. Hegel, La Philosophie de l'histoire, Nouvelle édition, sous la direction de Myriam Bienenstock. Paris, LGF, Collection : La Pochothèque, 2009.  (ISBN 978-2253088523).
- G. Hegel, Leçons sur la philosophie de l'histoire, trad. J. Gibelin, Vrin.
- G. Hegel, La Raison dans l'histoire. Introduction à la philosophie de l'histoire (Die Vernunft in der Geschichte, 1822-1830), trad. UGE, 1965, 311 p.